# Tanashi
Tanashi (田無市, Tanashi-shi) est une ancienne ville du Japon dans la région métropolitaine de Tokyo ayant existé jusqu'au 21 janvier 2001, date de sa fusion avec la ville de Hōya pour former la ville de Nishitōkyō.
En date de 2000, 44,7 % des citoyens de Tanashi se rendaient dans les arrondissements spéciaux de Tokyo pour travailler. Avant sa fusion en 2001, Tanashi était la quatrième plus petite ville du Japon par superficie, juste derrière Komae, dans la métropole de Tokyo (6,39 km2), Hatogaya, dans la préfecture de Saitama, aujourd'hui intégrée à la ville de Kawaguchi (6,22 km2), et Warabi, dans la préfecture de Saitama (5,1 km2).

## Géographie

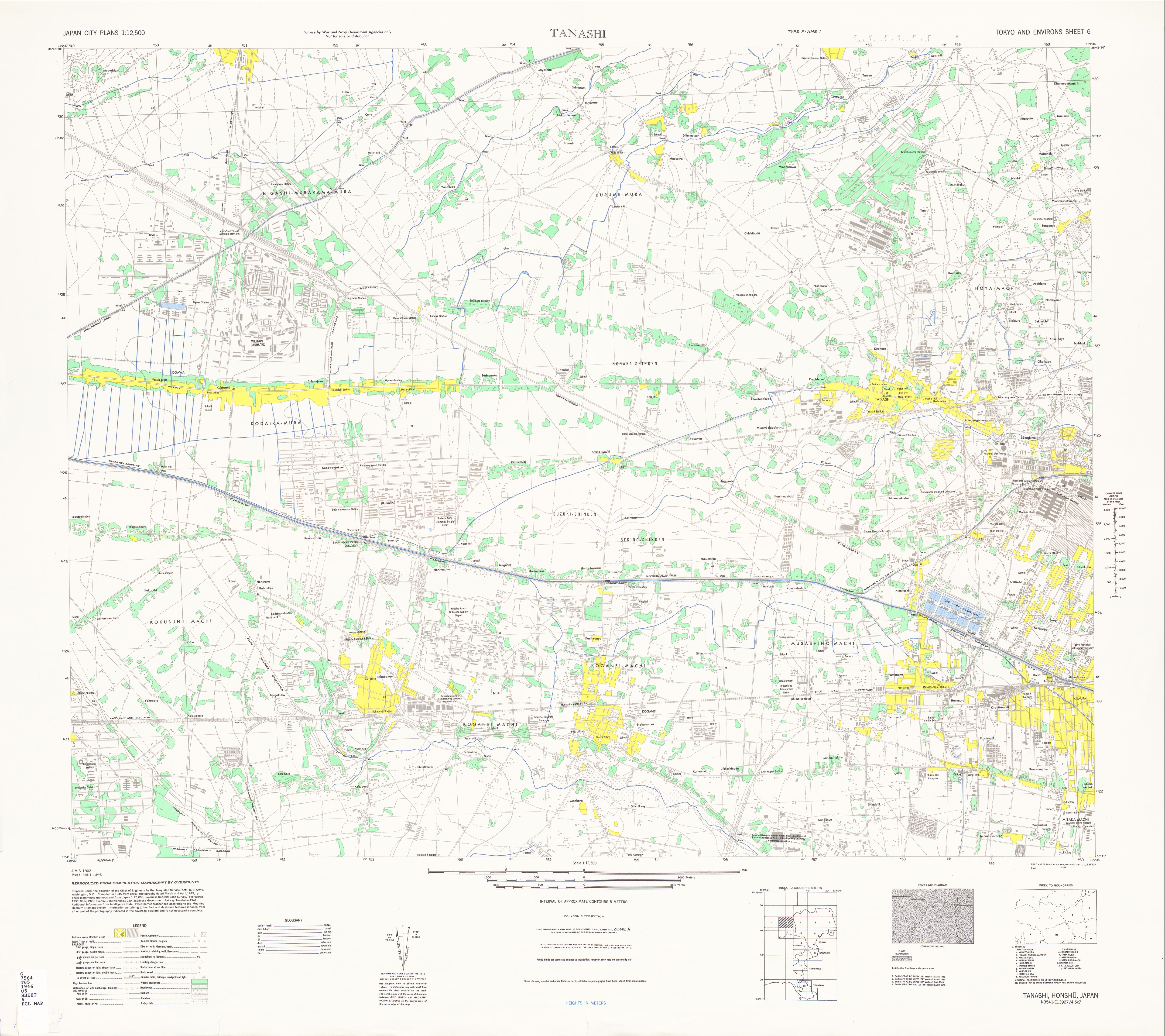
Ancienne carte de Tanashi en 1945-1946, par l'.

### Villes limitrophes

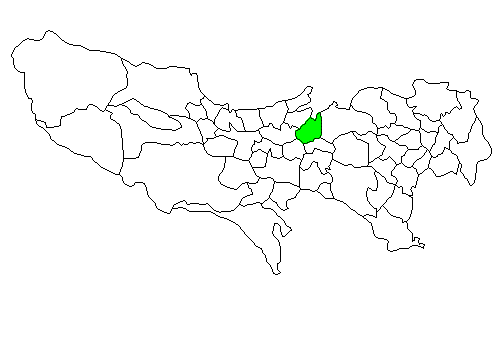
Localisation de Nishitōkyō (Hoya et Tanashi) dans la région métropolitaine de Tokyo.

## Symboles
La fleur officielle de Tanashi est le rhododendron de Tanashi et ses arbres officiels, le zelkova du Japon et le Styrax obassia (en).

## Histoire
Pendant l'époque d'Edo, Tanashi était une petite ville d'hébergement pour les passants le long de la grande allée d'Ōme (青梅街道, Ōme kaidō) et desservait les habitants de Kitatama (en) en services. À la chute du shogunat Tokugawa en 1867, le village de Tanashi est intégré dans la préfecture de Nirayama (ja) l'année qui suit, en 1868. En 1869, Tanashi est transféré à la préfecture de Shinagawa (ja), puis à la préfecture de Kanagawa en 1872. En 1891, Tanashi est incorporé dans le district de Kitatama, et passe au statut de bourg en 1897. Avec l'application du système municipal en 1902, le siège du gouvernement local passe du bureau gouvernemental à l'hôtel de ville de Tanashi. En 1887, les districts de Nishitama, Minamitama et Kitatama passe à la préfecture de Tokyo, comme le bourg de Tanashi, puisqu'il est dans le district de Kitatama.   
À l'arrivée de l'ère Showa, la ville est devenue plus animée, avec l'arrivée du chemin de fer et des industries manufacturières. Elle s'est aussi développée due à une meilleure accessibilité après l'ouverture de la ligne Seibu Shinjuku. Au début de l'ère Showa, les voitures à chevaux sont changés pour des autobus, dû à la création de la Kobu Railway (ja). En 1945, la section de la ligne Seibu Shinjuku de Higashi-Murayama à Takadanobaba est ouverte, permettant à Tanashi d'être rattaché au réseau ferroviaire, avec la gare de Tanashi, qui est déplacée de 50 m en 1958 à son emplacement actuel. L'ouverture de l'Hôpital Général Showa (ja) en 1945 a forcé le relocalisation de la ferme Todai (東大農場, Tōdai nōjō) de Kodaira à Tanashi. À la même époque, la population augmente graduellement dû à la construction de logements par la Dainihon Tokei (大日本時計, dai Nihon tokei), aujourd'hui Citizen, la compagnie aéronautique Nakajima, la compagnie pharmaceutique Sankyo (ja) et Howa, aujourd'hui IHI.
Durant le miracle économique japonais après la Seconde Guerre mondiale, dans les années 1960, Tanashi devient une ville-dortoir utilisée par les travailleurs de Tokyo. L'arrivée massive de population, comme le montre la construction de 26 tours d'habitations en 1965, a nécessité l'amélioration des nombreux services du bourg. Les services d'aqueduc municipaux sont implémentés en 1963 et le plan d'amélioration des égouts est appliqué l'année suivante. La Ryusenen (柳泉園組合, Ryūsen'en kumiai), union locale pour la collecte de déchets, est créée, et l'incinérateur de déchets est construit en 1961. En 1962, c'est le centre de traitement de l'urine qui est construit. Dû à l'arrivée de population massive et l'amélioration des infrastructures, Tanashi obtient le statut de ville le 1er janvier 1967, devenant donc la seizième ville de Tokyo et la 563e au pays. Au moment de passer au statut de ville, Tanashi avait 52 284 habitants. 
Le projet de réaménagement de la sortie nord de la gare ferroviaire municipale est terminé en mars 1996, avec la complétion de la place de la gare. Le bâtiment de la station est complété en 1999 et en juillet de la même année, un centre communautaire appelé le Core Tanashi (コール田無, Kōru Tanashi) est complété. Un grand stationnement devant la gare est terminé en octobre 2000. Le 21 janvier 2001, Tanashi et la ville voisine de Hoya sont fusionnés pour créer Nishitōkyō. La même année, le parc Yatoseseragi (谷戸せせらぎ公園, Yatoseseragi kōen) est rénové.

## Jumelages
Tanashi était jumelée avant 2001 avec :
- Sutama (Japon) depuis le 4 février 1999

## Personnes notables
- Yasuaki Honda (ja) (1965-), acteur et chanteur ;
- Ryūzaburō Ōtomo (1952-), doubleur ;
- Misa Shimizu (1970-), actrice ;
- Mayumi Terashima (ja) (1961-), actrice et chanteuse.